# Friedrich Unzelmann
Friedrich Ludwig Unzelmann (* 18. November 1797 in Berlin; † 29. August 1854 in Wien) war ein deutscher Xylograph.

## Leben
Unzelmann war der Sohn des Schauspielers Karl Wilhelm Ferdinand Unzelmann und dessen Ehefrau Friederike, geb. Flittner. Der Schauspieler Karl Wolfgang Unzelmann war sein Bruder. Nach erstem künstlerischem Unterricht durch die Eltern wurde Unzelmann Schüler bei Friedrich Wilhelm Gubitz in Berlin.
Mit 46 Jahren wurde Unzelmann 1843 als ordentliches Mitglied in die Akademie der Künste von Berlin aufgenommen. Zwei Jahre später berief man ihn zum Prof. der Holzschneidekunst.

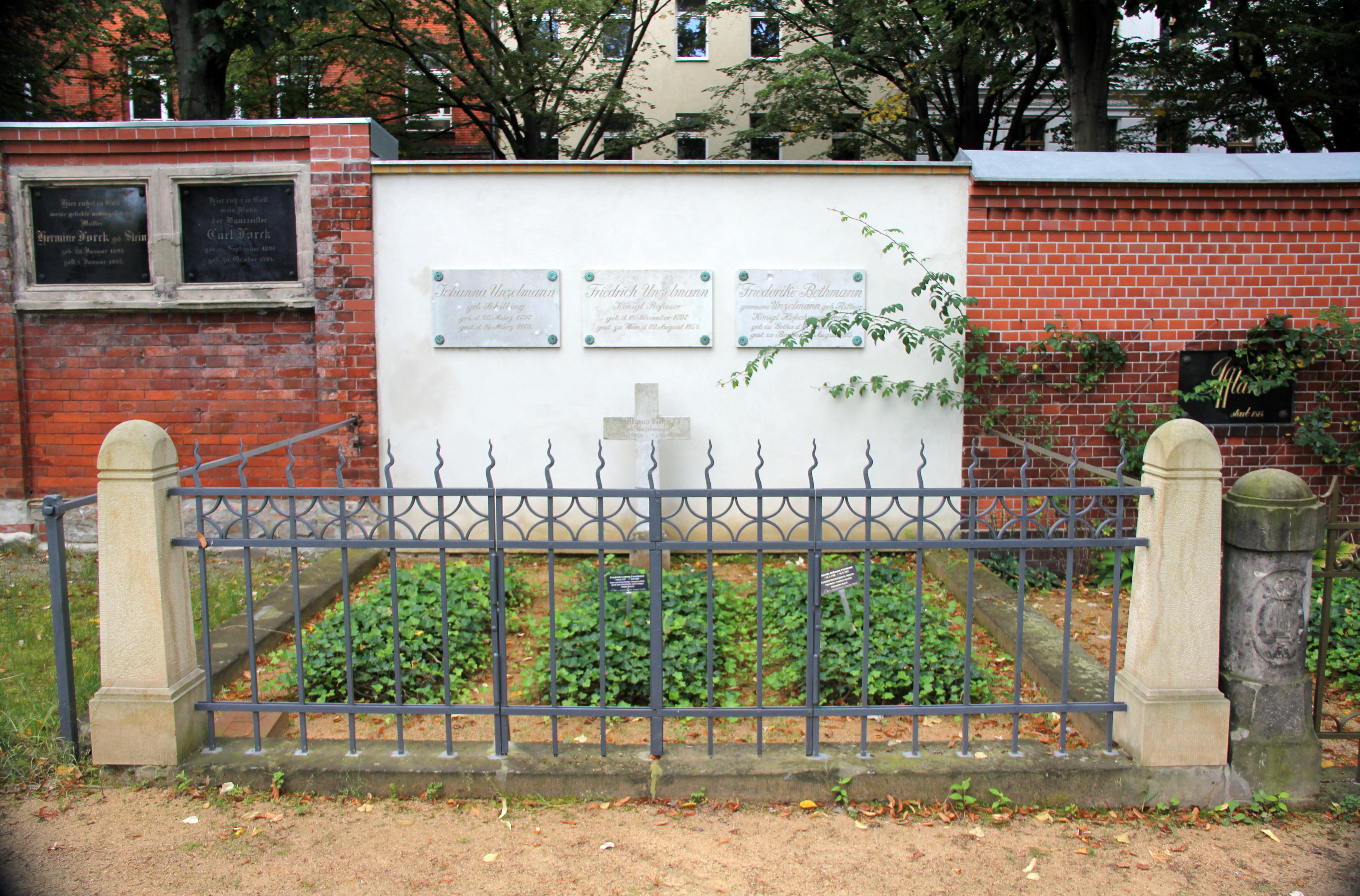
Ehrengrab von Friedrich Unzelmann in Berlin-Kreuzberg

Unzelmann war maßgeblich an der Wiederbelebung des Holzschnitts als eigenständige Kunstform in Deutschland beteiligt. Seine größten Erfolge errang er mit Holzschnitten nach Zeichnungen von Adolph von Menzel.
Friedrich Unzelmann erlag 1854 im Alter von 56 Jahren in Wien einem Schlaganfall. Nach Überführung des Leichnams wurde er am 20. Oktober 1854 in einem Familiengrab auf dem Friedhof II der Jerusalems- und Neuen Kirche vor dem Halleschen Tor beigesetzt. 
Er liegt dort neben seiner Mutter Friederike Bethmann, geschiedene Unzelmann, geb. Flittner (1760–1815), und seiner Gattin Johanna geb. Schilling (1797–1873). An der verputzten Grabwand sind drei Marmortafeln mit den Namen der Toten angebracht. Davor steht ein gesockeltes Marmorkreuz. Die Anlage wird vorne durch ein Gitter begrenzt. Auf Beschluss des Berliner Senats ist die letzte Ruhestätte von Friedrich Unzelmann seit 1980 als Ehrengrab des Landes Berlin gewidmet. Die Widmung wurde im Jahr 2001 um die übliche Frist von zwanzig Jahren verlängert.